# Linhares Esporte Clube
El Linhares Esporte Clube fou un club de futbol brasiler de la ciutat de Linhares a l'estat d'Espírito Santo.

## Història
El Linhares Esporte Clube va ser fundat el 15 de març de 1991, després de l'intent de fusió dels clubs Industrial Esporte Clube i América Futebol Clube. La fusió fallà però l'Industrial patí una fallida i fou refundat com a Linhares Esporte Clube. Linhares guanyà quatre cops el campionat capixaba a la dècada de 1900. L'any 2002 baixà a la Segona Divisió i el 2003 desaparegué.

## Estadi
The club disputa els seus partits com a local a l'Estadi Guilherme Augusto de Carvalho. Té una capacitat per a 12.000 espectadors.

## Presidents
Llista de presidents del club:
- 1991: Ademilson Nunes Loureiro
- 1992: José Viguini
- 1993: José Armando Maciel
- 1994: Cirilo Pandini
- 1995: Titi Conti
- 1996-1997: Ademilson Nunes Loureiro
- 1998-1999: Edson Ferreira de Paula
- 1999: Cirilo Pandini

## Palmarès
- Campionat capixaba:
  - 1993, 1995, 1997, 1998